# The9
The9 (estilizado como THE9 ou THE NINE), foi um grupo feminino chinês formado no dia 30 de maio de 2020 através do reality show Youth With You 2, terceira temporada do reality show Idol Producer, produzido pela empresa de televisão chinesa iQiyi. O grupo era composto por nove integrantes: Liu Yuxin, Yu Shuxin, Xu Jiaqi, Yu Yan, Xie Keyin, An Qi, Zhao Xiaotang, Kong Xueer e Lu Keran. 

## História

### Experiências prévias e formação durante o Youth With You 2
THE9 foi formado através do reality show Youth With You 2, que foi ao ar no canal chinês iQiyi juntamente de seu aplicativo de 12 de março a 30 de maio de 2020. O survival show contou com a participação de cento e nove trainees de diversas empresas chinesas das quais nove foram escolhidas por votação dos telespectadores para formar o girl group.
Apesar da estréia como integrantes do THE9, muitas das nove possuem experiências prévias nos cenários musicais e filmográficos. As integrantes Liu Yuxin e Kong Xueer fizeram parte do grupo LadyBees,  formado pelo programa de mesmo nome, Xueer foi também trainee da empresa sul-coreana JYP Entertainment, sendo possivelmente cotada para participar do programa Sixteen, que formou o girl group Twice, porém saindo da empresa antes do programa ir ao ar. Xu Jiaqi é integrante de primeira geração do grupo SNH48 desde 2013 e participa de suas subunidades  Syle-7 e 7SENSES. Além delas, An Qi faz parte do grupo Hickey desde 2018, Lu Keran faz parte do grupo FanxyRed, anteriormente conhecido como FFC-Acrush, desde 2017, Xie Keyin fez parte do grupo Legal High em 2019 e Yu Shuxin é atriz. 
Foi revelado no dia 1 de julho, pela integrante Liu Yuxin, que o THE9 iria promover como um grupo durante 18 meses.

### 2020 - 2021: Estréia como THE9
No dia 4 de julho, foi anunciado por um video postado no Weibo oficial do grupo que An Qi foi escolhida como a líder do grupo, por meio de uma votação feita pelas integrantes. O vídeo conta também com o momento da escolha do nome do fandom do grupo, revelado previamente pelo Weibo do grupo em comemoração de um mês como grupo, e suas cores oficiais, além do símbolo oficial do grupo, "九", nove em mandarim.
Por meio de suas contas oficiais e de uma conferencia de imprensa foi revelado no dia 9 de julho o primeiro reality show do grupo, "Let's Party", que conta com 12 episódios, cada um com diferentes temas e convidados especiais.
O primeiro EP do grupo, 'Sphinx X', foi lançado no dia 10 de agosto e atingiu mais de 200 mil cópias vendidas em menos de uma hora no QQ Music, recebendo o certificado de platina, sendo o primeiro girl group chinês a atingir essa marca em 2020, sendo também o que atingiu em menor intervalo de tempo. O video clipe do single 'Sphinx' foi lançado no dia 15 de agosto. No dia 4 de setembro estreiou o primeiro programa de variedades do grupo atraves do canal e aplicativo iQiyi.
No dia 16 de outubro de 2020 foi anunciado que a integrante Yu Yan sofreu um acidente durante uma performance e iria entrar em hiato das promoções com o grupo até se recuperar completamente.
O primeiro full álbum do grupo, 'MatriX', foi lançado dia 25 de dezembro de 2020, contando com uma música em grupo e nove solos, um para cada integrante. 'MatriX' foi certificado ouro no QQ Music em quatro minutos de lançamento, alcançando primeiro lugar no chart de álbuns digitais e duplo ouro em dezenove minutos. No dia 22 de maio de 2021, o grupo lançou o EP RefleXtion, em comemoração ao seu aniversário de um ano.
No dia 10 de setembro de 2021 foi anunciado que o concerto de disband do grupo ocorrerá nos dias 13 e 14 de dezembro em Guangzhou. Por conta de um aumento em casos de Covid-19, os shows foram remarcados para dia 18 e 19 de dezembro.
No dia 5 de dezembro de 2021 foi anunciado o disband oficial do grupo junto de um EP de despedida intitulado THE NINE.

## Nome de fandom
No dia 1 de julho de 2020 foi anunciado que o nome do fandom do THE9 é NINECHO. No dia 4 de julho de 2020 foi revelado um video da reunião do grupo para a escolha do nome e das cores oficiais do fandom. NINECHO vem da junção das palavras Nine e Echo, pronunciado como Naiko, o nome significa que o amor que as integrantes propagam irá voltar como um eco para elas, além disso as vozes de seus próprios corações também irão voltar como um eco para as mesmas. 
A cor oficial do fandom é holográfico, uma junção da cor principal Star Purple      e das cores auxiliares Sky Blue      e Dream Purple      .

## Integrantes
| Nome artístico      | Mandarim | Nome de nascimento | Mandarim | Ranking | Data de nascimento               | Local de nascimento |
| ------------------- | -------- | ------------------ | -------- | ------- | -------------------------------- | ------------------- |
| Kiki                | 佳琪     | Xu Jiaqi           | 许佳琪   | 3       | 27 de agosto de 1995 (29 anos)   | Taizhou, Zhejiang   |
| K                   | 柯燃     | Lu Keran           | 陆柯燃   | 9       | 7 de novembro de 1995 (29 anos)  | Jiangsu             |
| Esther              | 书欣     | Yu Shuxin          | 虞书欣   | 2       | 18 de dezembro de 1995 (29 anos) | Xangai              |
| Snow                | 雪儿     | Kong Xueer         | 孔雪儿   | 8       | 30 de abril de 1996 (28 anos)    | Hubei               |
| Babymonster / An Qi | 安崎     | Chen Yaxin         | 陈雅馨   | 6       | 13 de maio de 1996 (28 anos)     | Chongqing           |
| Shaking             | 可寅     | Xie Keyin          | 谢可寅   | 5       | 4 de janeiro de 1997 (28 anos)   | Sichuan             |
| Xiaotang            | 小棠     | Zhao Xiaotang      | 赵小棠   | 7       | 2 de abril de 1997 (27 anos)     | Pequim              |
| XIN                 | 雨昕     | Liu Yuxin          | 刘雨昕   | 1       | 20 de abril de 1997 (27 anos)    | Guizhou             |
| Yan Yu              | 喻言     | Yu Yan             | 喻言     | 4       | 26 de maio de 1997 (27 anos)     | Pequim              |

- An Qi é a líder do grupo.

## Discografia

### Álbuns de estúdio
| Título | Título em mandarim | Detalhes | Vendas         | Certificações        |
| ------ | ------------------ | --- | -------------- | -------------------- |
| MatriX | 虚实X境            | - Lançamento: 25 de dezembro de 2020 - Língua: Mandarim - Gravadora: ADQC - Formato: Download digital, streaming Track Listing 1. Dumb Dumb Bomb 2. BiuBiu (Liu Yuxin solo) 3. Gwalla (Yu Shuxin solo) 4. SKIN (Xu Jiaqi solo) 5. 蔷薇之巅 (Yu Yan solo) 6. Comet (Xie Keyin solo) 7. Yea (An Qi solo) 8. T.A.N.G (Zhao Xiaotang solo) 9. Call Me By My Name (Kong Xueer solo) 10. K' (Lu Keran solo) | - CHN: 349,214 | - QQ Music: Diamante |

### EPs
| Título     | Título em mandarim | Detalhes | Vendas           | Certificações          |
| ---------- | ------------------ | --- | ---------------- | ---------------------- |
| Sphinx X   | 斯芬克斯X谜        | - Lançamento: 10 de agosto de 2020 - Língua: Mandarim - Gravadora: ADQC - Formato: Download digital, streaming Track Listing 1. 斯芬克斯 (SphinX) 2. Not Me      | - CHN: 1,108,463 | - QQ Music: 3× Platina |
| RefleXtion | —                  | - Lançamento: 22 de maio de 2021 - Língua: Mandarim - Gravadora:ADQC - Formato: Download digital, streaming Track Listing 1. Hello 2. 异兽 (Alien)               | - CHN: 205,718   | - QQ Music: 3× Ouro    |
| THE NINE   | —                  | - Lançamento: 5 de dezembro de 2021 - Língua: Mandarim - Gravadora:ADQC - Formato: Download digital, streaming Track Listing 1. 驭舞者 2. Devil's song 3. 我们啊 | - CHN: 87,545    | —                      |

### Singles
| Título                                                                              | Ano  | Melhor posição nas paradas musicais | Álbum      |
| Título                                                                              | Ano  | CHN Billboard                       | Álbum      |
| ----------------------------------------------------------------------------------- | ---- | ----------------------------------- | ---------- |
| Sphinx                                                                              | 2020 | —                                   | Sphinx X   |
| Dumb Dumb Bomb                                                                      | 2020 | —                                   | MatriX     |
| Hello                                                                               | 2021 | —                                   | RefleXtion |
| 驭舞者                                                                              | 2021 | —                                   | THE NINE   |
| "—" significa que o lançamento não entrou nas paradas ou não foi lançada na região. |      |                                     |            |

## Filmografia
Reality shows
| Ano  | Título           | Título em mandarim | Emissora | Notas                                                                         |
| ---- | ---------------- | ------------------ | -------- | ----------------------------------------------------------------------------- |
| 2020 | Youth With You 2 | 青春有你 2         | iQiyi    | Programa de sobrevivência para determinar quem seriam as integrantes do grupo |
| 2020 | Let's Party      | 非日常派对         | iQiyi    | Primeiro reality show do grupo                                                |

## Prêmios e indicações
| Ano  | Prêmio                            | Categoria                               | Indicado    | Resultado |
| ---- | --------------------------------- | --------------------------------------- | ----------- | --------- |
| 2020 | Cosmo Glam Night 2020             | Artist of The Year                      | THE9        | Venceu    |
| 2020 | Madame Figaro Beauty Star         | Beauty Star                             | THE9        | Venceu    |
| 2020 | 2021 iQIYI Scream Night           | Popular Female Artist                   | THE9        | Venceu    |
| 2020 | 2020 Ifeng Fashion Choice         | Fashion Energy Group of The Year        | THE9        | Venceu    |
| 2020 | 2020 Sina Fashion Style Awards    | Idol Group of The Year                  | THE9        | Venceu    |
| 2020 | Rayli Fashion Gala                | Favourite Group of The Year             | THE9        | Venceu    |
| 2020 | Asian Pop Music Awards            | Popularity Award (Female Group)         | THE9        | Venceu    |
| 2020 | Sina Film and Television Festival | Musical Work of The Year                | SphinX      | Venceu    |
| 2020 | Sina Film and Television Festival | Variety Show of The Year                | Let's Party | Venceu    |
| 2021 | 2020 Baidu Entertainment Awards   | Best Group of The Year                  | THE9        | Venceu    |
| 2021 | 2020 Weibo Night                  | Weibo’s Hottest Group of The Year       | THE9        | Venceu    |
| 2021 | Weibo Starlight Awards 2020       | The Most Popular Artist Internationally | THE9        | Venceu    |